# Actinidia maloides
Actinidia maloides là một loài thực vật có hoa trong họ Dương đào. Loài này được H.L.Li mô tả khoa học đầu tiên năm 1952.